# 赤川次郎
赤川次郎（日语：／ Akagawa Jirō，1948年2月29日—），日本推理小说家，生于福岡縣福岡市，桐朋高等学校卒業。1996年度以來擔任金澤学院大学文学部客員教授。

## 作品風格
赤川次郎曾从事过很多和写作無關的工作，可是這些多樣的經驗，使他的个性有着幽默圆滑的一面，反映到書裡，也就成為他的特点。赤川在小说中常让主角“自说自话”，并且在危急的时候冒出让人忍唆不住的笑话，这樣的寫法在他之前非常少见，因此赤川的最大贡献是開發了推理小说的一個新类型，曾有人評論「赤川的作品是最不像推理小說的推理小說」。他的作品有多个系列，如三色猫系列、三姊妹偵探團系列、南條姊妹系列、華麗偵探團、詭異驚情系列、幽灵系列、戀母刑警系列、贼夫警妻（今野夫妇）系列、吸血家族系列、花嫁（新娘）系列、爽香系列等。

## 評價
推理小说迷对赤川的看法常常分為两极，一派认为他书中盡是一些笨蛋，不適合以主角出现在推理小说裡，因此对赤川的走红和实力有所怀疑；另一派则认为赤川的书儘管有時没什么精彩的推理，情節也時有重复，但可以讓讀者得到新奇而轻松的享受，因此對赤川多所支持。

## 軼事
赤川次郎不喜歡打字轉換成日本漢字時影響寫作的節奏，所以不使用文字處理器或個人電腦創作，而是以紙筆手寫。

## 受賞歷
- 1976年─《幽靈列車》獲得第15回オール讀物推理小說新人賞
- 1980年─《獻給惡妻的安魂曲》獲得第7回角川小說賞
- 2006年─第9回日本推理文學大獎
- 第50回（2016年）吉川英治文學獎 赤川次郎『東京零年』

## 改編漫畫作品
- 松本洋子#原作赤川郎
- 逃走的新娘
- 死者之學園祭
- 三毛猫推理

## 作品一覽

### 三毛貓系列
1. 三毛貓推理（三毛貓探案）
2. 三毛貓追踪
3. 三毛貓怪谈
4. 三毛貓殺人音樂（三毛貓狂死曲）（三毛貓死亡樂章）
5. 三毛貓私奔
6. 三毛貓恐怖館
7. 三毛貓殺人展覽會（三毛貓頭條新聞）
8. 三毛貓騎士道
9. 三毛貓奇異箱（三毛貓惡作劇箱）
10. 三毛貓聖誕快樂（三毛貓耶誕節）
11. 三毛貓幽靈俱樂部
12. 三毛貓同窗會（三毛貓感傷旅行）
13. 三毛貓歌劇院兇殺案
14. 三毛猫登山列車
15. 三毛貓與愛的花束（三毛貓幽靈城主）
16. 三毛貓淡淡的幽靈（三毛貓幽靈騷動）
17. 三毛貓晨早叫鐘（三毛貓首席女歌手）
18. 三毛貓四季孽殺
19. 三毛貓殺之預告（三毛貓黃昏酒店）
20. 三毛猫犯罪學講座
21. 三毛貓復仇曲（三毛貓賦格曲）（三毛貓連環兇案）
22. 三毛貓榜上無名（三毛貓傾向與對策）
23. 三毛貓離家出走
24. 三毛貓海角驚情（三毛貓殉情海岸）
25. 三毛貓畢業生
26. 三毛貓安息日
27. 三毛貓撒旦詩篇（三毛貓魔鬼詩篇）
28. 三毛猫正誤表（三毛貓死亡訂正）
29. 三毛貓好敵手
30. 三毛貓失樂園
31. 三毛貓無人島
32. 三毛貓四捨五入
33. 三毛貓商業街迷失（三毛貓暗闇）
34. 三毛貓大改裝
35. 三毛貓戀愛占卜
36. 三毛貓最後審判
37. 三毛貓花嫁人形
38. 三毛貓假面劇場
39. 三毛貓戰爭與和平
40. 三毛貓畢業論文
41. 三毛貓降靈會
42. 三毛貓危險的玩火
43. 三毛貓黑暗迷宮
44. 三毛貓茶會
45. 三毛貓十字路
46. 三毛貓保鏢
47. 三毛貓上樓梯
48. 三毛貓夢紀行
49. 三毛貓春天
50. 三毛貓夏天
51. 三毛貓秋天
52. 三毛貓冬天
53. 三毛貓闇將軍
54. 三毛貓旋轉舞台
55. 三毛貓證言台

### 三姊妹系列
1. 三姊妹偵探團
2. 校園殺機
3. 三姊妹奪命試卷
4. 怪奇山莊
5. 三姊妹卧底老師
6. 越獄狙擊
7. 三姊妹錯體私奔
8. 溫泉驚殺
9. 三姊妹興藍鬍子殉情
10. 三姊妹情殺寫真
11. 三姊妹死亡相親會
12. 三姊妹與死神戀愛
13. 三姊妹美女與野獸
14. 三姊妹愉快的噩夢
15. 睡吧三姊妹
16. 三姊妹咒詛紀行
17. 三姊妹第一次當跑腿
18. 三姊妹愛情花開
19. 三姊妹月朦朧
20. 三姊妹奇異旅行日記
21. 三姊妹清貧美

### 华丽侦探系列
1. 華麗偵探團
2. 百年殺人重演
3. 寂寞獨裁者
4. 埃及妖后送葬隊
5. 午夜騎士
6. 奇幻的莎樂美

### 幽灵系列
1. 幽灵列车
2. 幽灵候补生
3. 幽靈同志
4. 幽灵心理学
5. 幽靈湖畔
6. 幽灵游园会
7. 幽灵纪念日
8. 杀人小雨
9. 玩偶的错杀
10. 地下道杀局
11. 幽灵教会

### 賊夫警妻（今野夫婦）系列
讲述一對奇特的夫妻組合。男主角今野淳一，34岁，中等身材，很有型。人人都覺得他是一位好丈夫，但他竟是一位技術高超的職業小偷。他的妻子今野真弓，27岁，身材嬌小，長相可愛，卻是警視廳搜查一科的辣手女刑警！
這對夫妻雖然一天到晚吵架，但卻感情和睦，心有靈犀，經常聯手一同偵破奇案。
01、盜みは人のためならず（小偷必自私/小偷也該為人著想/小偷，盜亦有道） 1981年9月15日
- ヴィーナスの腰布（維納斯的腰巾/維納斯的腰布）
- 名畫から出てきた女（從名畫走出的女人/從名畫出來的少女)
- Ｃ線上のアリア(Ｃ音的詠唱/C線上的詠嘆調)
- 人生に矛盾なし(人生沒有矛盾/人生無矛盾）
- 贋作とドン・ファン(贗品與唐璜/贗品與唐璜）
- 誘拐されて捨てられて(遭人綁架和遺棄/誘拐）
- 去る者を追え（去者可追/追蹤過去）
- 殘り者に服がある（鷸蚌相爭，小偷得利/郵票驚魂）

02、待てばカイロの盜みあり（小偷，守得云開） 1985年5月15日
- 待てばカイロの盜みあり/旅は道連れ、地獄行き/逃した芝生は大きく見える/穴探し、隣は何を掘る人ぞ/天上天下唯我獨占

03、泥棒よ大志を抱け（小偷啊！要立大志/小偷也要立大志） 1987年4月15日
- 毒を仰げばグラスまで/長いものにはフタをしろ/踴る泥棒、見る泥棒/火のない所に腹は立つ/二度あることは散々だ/金は天下の回し者/牛に引かれてお禮まいり

04、盜みに追いつく泥棒なし（小偷多多不勝捉/小偷大量捉不完） 1989年6月15日
- 暑さ寒さもひがんでる(冷熱異常)
- 朱に交わればシロくなる(近朱者赤)
- 迷子と泥棒には勝てぬ(大神偷對小頑童)
- 星に願いを(星願)
- ジャックと桃の木(傑克與豌豆樹)

05、本日は泥棒日和（小偷行大運） 1990年10月15日
- それでも地球は止まっていた（地球停止轉動）
- 誰が月給取りを殺したか？ （誰要殺害上班族？）
- 桃、栗三年、鍵八年（種桃要三年，開鎖要八年）
- 渡るロープに犬がいた（走鋼索的狗）
- 陽はまた沈む（太陽又西沉）

06、泥棒は片道切符で（小偷，單程票） 1992年1月15日
- 小偷，單程票

07、泥棒に手を出すな（小偷不是省油燈/小偷不簡單） 1993年6月15日
- 可愛い犬には旅をさせろ(愛犬去旅行)
- スクールバスに並ばないで(上班請別搭錯車)
- 明日に架けた吊橋(架往明日的吊橋)
- 三途の川は運次第(過奈何橋得碰運氣)
- 時刻は現金なり(時間就是金錢)

08、泥棒は眠れない（小偷睡不著）1995年9月15日
- 人の噂も七•五日（小偷睡不著）
- 人の戀路に水をさせ(愛的路上多荊棘)
- 神様､お手をどうぞ（神啊，救人喔!）
- 昔むかしの物語(謠言不長久)

09、泥棒は三文の得（小偷，三文錢）1996年4月15日
- 毒薬は口に甘し/夜目､遠目､丸の內/親は泣いても､子は育つ/無理が通れば道路がひっこむ/知らぬが仏も三度まで

10、會うは盜みの始めなり（小偷，盜之始） 1996年9月15日
- 亭主は達者で居留守がち/會うは別れの終わりなり/下手な鉄砲、休むに似たり/逃がした犯人は大きく見える

11、盜んではみたけれど（我想做賊） 1998年3月15日
- 家のない子の帰り道/闇夜のカラスは歌えない/世に頭痛の種は盡きまじ/人戀初めし昔なり

12、泥棒も木に登る（小偷，過山車）2000年7月15日
- 泥棒も木に登る/先導が多すぎて/帯に短し、助けに流し/遠くて近きは不倫の縁/春眠、顔付きを憶えず

13、盗んで、開いて―夢はショパンを駆け巡る（小偷，夢縈蕭邦）2004年11月15日
- 小偷，夢縈蕭邦

14、盗みとバラの日々（小偷與玫瑰的日子） 2006年8月3日
- 小偷與玫瑰的日子

### 新娘系列
1. 忙碌的新娘
2. 不唱歌的新娘
3. 逃婚的新娘
4. 第七号新娘
5. 纸扎新娘
6. 新娘结婚时刻表
7. 迷路新娘
8. 半熟新娘
9. 马拉松新娘
10. 吸血的新娘
11. 等待的新娘
12. 戰士新娘
13. 怪物新娘
14. 永恆的新娘

### 大贯警部系列
1. 東西南北杀人事件
2. 起承转合杀人事件
3. 一触即发杀人事件
4. 人畜无害杀人事件
5. 纯情可怜杀人事件
6. 结婚纪念杀人事件
7. 豪华绚烂杀人事件
8. 妖怪变化杀人事件
9. 红牌作家杀人事件

### 惡魔系列
1. 灰中的惡魔
2. 臥鋪車的惡魔
3. 黑筆的惡魔
4. 雪地消失的惡魔
5. 銀幕的惡魔
6. 過分親切的惡魔
7. 納骨堂的惡魔
8. 冰河中的惡魔

### 「早川一家」系列
1. 打发时间杀人游戏／消遣兇殺案
2. 玩得过火杀人游戏
3. 姑且殺人

### 吸血家族系列
1. 妙齡吸血鬼
2. 吸血鬼株式会社
3. 吸血鬼望乡
4. 吸血鬼狂想曲
5. 吸血鬼是好邻居
6. 吸血鬼祈求日
7. 奇异之国的吸血鬼
8. 吸血鬼诅咒泉水
9. 吸血鬼与死亡天使
10. 湖底吸血鬼
11. 吸血鬼同好会
12. 吸血鬼与杀人魔杰克
13. 吸血鬼與死亡嫁娘

### 恋母刑警系列
1. 恋母刑警事件簿／戀母情結三角關係
2. 恋母刑警侦探学／戀母刑警偵探教室
3. 恋母刑警拘捕令／戀母刑警追緝令
4. 幸福魔法館／戀母刑警ＶＳ占星館主
5. 死亡進行曲

### 南條姊妹系列
1. 逃命婚纱／杀人婚纱
2. 婴儿床前的骚动／綁嬰假殺
3. 校巴零速爆破
4. 学校风云
5. 小姐，消失在月光裏

### 双子家庭系列
1. 双子家庭千钧一发

### 天使与魔鬼系列
1. 天使与魔鬼
2. 天使也不可偷盗
3. 天使不是神
4. 天使不是人
5. 如天使一樣輕盈
6. 天使的眼淚
7. 惡魔的細語．天使的夢囈

### 杉原爽香系列
1. 淺綠色小背袋
2. 深藍色畫布
3. 亞麻色夾克
4. 淺紫色週末
5. 琥珀色日記
6. 紅色的背叛
7. 象牙色的衣櫃
8. 琉璃色的彩色玻璃
9. 漆黑的起跑線
10. 紅豆色的桌子
11. 銀色鑰匙圈
12. 淡紫色雞尾酒晚裝
13. 黃鶯色的旅行箱
14. 利休鼠色的搖籃曲
15. 亮黑色的面具
16. 暗紅色的散步徑
17. 彩虹色的小提琴
18. 枯葉色的筆記簿
19. 珍珠色的咖啡杯
20. 櫻花色的短大衣
21. 草綠色的手帕
22. 卡其色的嬰兒床
23. 天藍色的小冊子
24. 深紫色的手袋
25. 橙色的手杖
26. 新綠色的校巴
27. 粉紅色的肖像

### 假如我有一亿元系列
1. 假如我有一亿元I
2. 假如我有一亿元II

### 詭異驚情系列
1. 鬼屋凶鈴
2. 幽靈物語. 上
3. 幽靈物語. 下
4. 幽靈的愛
5. 屋根裏，少女／閣樓的少女
6. 幽靈的分身
7. 迷情變奏曲
8. 底片

### 怪異名勝巡禮系列
1. 神隱三人娘
2. 那女人名叫魔女
3. 哀愁終點站

### 其他
1. 拒否教室
2. 死者的學園祭
3. 提线木偶陷阱
4. 仅当了一天的杀手
5. 殭屍空中散步
6. 女人的危局
7. 上司不在的星期一
8. 孤独的周末(前名為周末惊魂)
9. 婚姻介绍所疑云重重
10. 献给恶妻的安魂曲
11. 殭屍覺得好寂寞
12. 弱肉强食杀人事件
13. 上班族四剑客
14. 青春共和国
15. 毒
16. 午夜恐怖組曲
17. 黑森林的记忆
18. 普罗米修斯的少女
19. 无脸十字架
20. 十九岁女总经理
21. 晴天，間中殺人
22. 推理博物馆
23. 住宅区事件簿
24. 浴室迷雾
25. 杀人唷！午安
26. 名侦探孤孤单单
27. 绝地之夜
28. 社区侦探社
29. 沉默的好人
30. 从过去来的女人(前名為田園殺人事件)
31. 殭屍入院通知
32. 爱情物语
33. 殭屍不要睡
34. 杀人如微风
35. 消失的少女
36. 魔女的黄昏
37. 情窦初开
38. 白雨
39. 刺激的时光胶囊
40. 不速之客
41. 魔女的长眠
42. 别忘了恋爱要注册
43. 小偷初级班/神偷物語
44. 喜从天降
45. 白色的窗
46. 追忆时代
47. 怪奇博物馆
48. 犹豫不前的杀意
49. 女学生
50. 血衬衣
51. 睡过头的女神
52. 亲密杀机
53. 偶像明星杀人事件
54. 雨夜列车
55. 今天还是多感伤
56. 被禁的奏鸣曲
57. 万有引力的杀意
58. 献给少女的犯罪
59. 我爱吸血鬼
60. 二人
61. 校园深夜营业
62. 女人的裁決
63. 殷勤的邻居
64. 长夜
65. 玩偶的椅子
66. 全餐夫人冒险记
67. 失踪男人的日记
68. 罗列莱口哨杀人曲
69. 密告的正午／正午密告令
70. 社区侦探社Ⅱ
71. 大决斗不死不休
72. 隔世幽灵
73. 不寻常的一天
74. 告别
75. 二人分享死亡
76. 殺人唷！再见
77. 殺掉睡意的少女
78. 毋忘我
79. 甜蜜的家庭
80. 再说一次再见
81. 过熟的果实
82. 迷失的夜
83. 怪谈人恋坂
84. 三更半夜试演会
85. 崩溃
86. 爱上杀手
87. 作者消失
88. 散步道
89. 非武装地带
90. 似淚的雨
91. 黄金麦克风
92. 恐怖的报酬
93. 晚夏
94. 不眠之城镇
95. 二重奏
96. 间奏曲
97. 未亡人华尔兹
98. 血和玫瑰
99. 魔鬼女人
100. 被埋没的青春
101. 水手服與機關槍
102. 水手服與機關槍．其後畢業
103. 聖誕老人的悲歎
104. 國境之南
105. 情迷錄像帶
106. 殺意之書
107. 銀壇驚夢
108. 夜警
109. 假面的舞會
110. 頒獎禮驚情
111. 森林在呼喚我
112. 那個人的名字就叫殺意
113. 怪盜的有薪假期
114. 今日離別後
115. 失去的臉孔
116. 一千零一夜
117. 吻
118. 你也能當殺人犯
119. 人質之歌
120. 抵押少女
121. 岔路
122. 殺意
123. 黑墻
124. 陌生的我
125. 家庭教師
126. 舊友
127. 避暑勝地怪談
128. 失敗者
129. 偵探物語
130. 白鳥逃亡者
131. 假婚物語
132. 透明之檻
133. 碧可夢境大冒險
134. 晚安，泰迪熊
135. 一段恋情